# 2916 Voronveliya
2916 Voronveliya là một tiểu hành tinh vành đai chính với chu kỳ quỹ đạo là 1220.6631001 ngày (3.34 năm).
Nó được phát hiện ngày 8 tháng 8 năm 1978.